# Ustvedthorten
Der Ustvedthorten (norwegisch) ist ein Nunatak in der Heimefrontfjella des ostantarktischen Königin-Maud-Lands. Er ragt am nordwestlichen Ende der Sivorgfjella auf.
Wissenschaftler des Norwegischen Polarinstituts benannten ihn 1967. Namensgeber ist Hans Jacob Neumann Ustvedt (1903–1982), ein Anführer der Widerstandsbewegung gegen die deutsche Besatzung Norwegens im Zweiten Weltkrieg und Generaldirektor des Norwegischen Rundfunks von 1962 bis 1972.